# Nathan Oystrick
Nathan Oystrick (* 17. Dezember 1982 in Regina, Saskatchewan) ist ein ehemaliger kanadischer Eishockeyspieler und -trainer, der im Verlauf seiner aktiven Karriere zwischen 2002 und 2016 unter anderem 65 Spiele für die Atlanta Thrashers, Anaheim Ducks und St. Louis Blues in der National Hockey League (NHL) auf der Position des Verteidigers bestritten hat. Den Großteil seiner aktiven Laufbahn verbrachte Oystrick jedoch in der American Hockey League (AHL), wo er weitere 395 Partien absolvierte und mit den Chicago Wolves im Jahr 2008 den Calder Cup gewann.

## Karriere

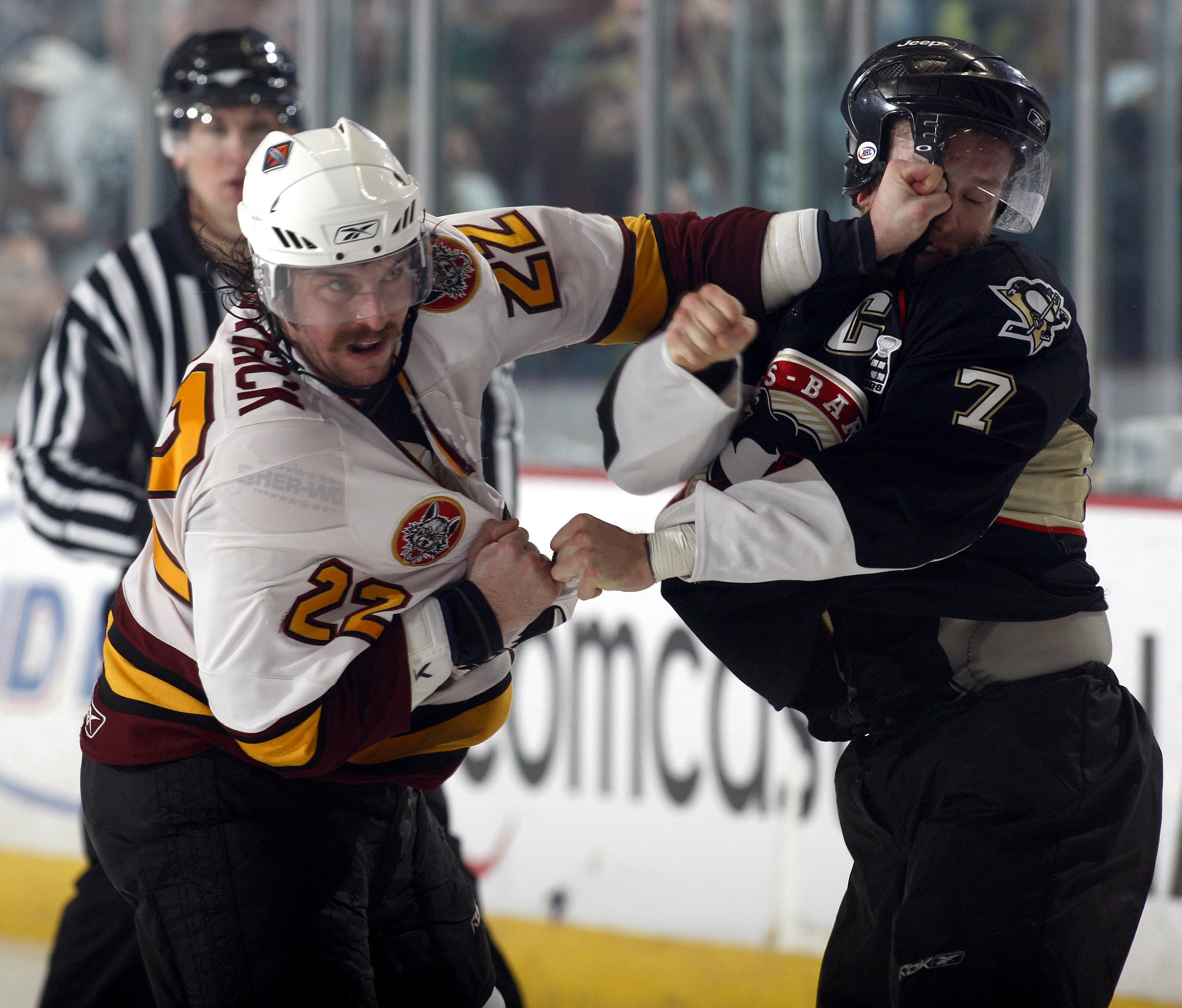
Oystrick (links) während eines Faustkampfs mit Nathan Smith

Oystrick wurde während des NHL Entry Draft 2002 in der siebten Runde als insgesamt 198. Spieler von den Atlanta Thrashers aus der National Hockey League (NHL) gewählt, nachdem er zuvor zwischen 1999 und 2002 unter anderem in den unterklassigen kanadischen Juniorenligen Saskatchewan Junior Hockey League (SJHL) und British Columbia Hockey League (BCHL) aufgelaufen war. Die folgenden vier Jahre von 2002 an verbrachte er jedoch in der Central Collegiate Hockey Association (CCHA), einer Division im Spielbetrieb der National Collegiate Athletic Association (NCAA), als Spieler der Northern Michigan University. In dieser Zeit wurde er zwei Mal in das CCHA All-Star Team berufen und 2005 als bester Verteidiger ausgezeichnet.
Zum Ende der Saison 2005/06 wurde Oystrick erstmals in das Farmteam der Thrashers, die Chicago Wolves, berufen und gab sein Debüt im professionellen Eishockey. Die folgenden beiden Spielzeiten war Oystrick Stammspieler in der American Hockey League (AHL) mit jeweils 80 Einsätzen in der regulären Saison. In letzterer gewann er mit den Wolves den Calder Cup. Der Verteidiger gab am 14. Oktober 2008 im Spiel gegen die Minnesota Wild sein Debüt in der NHL für die Thrashers. Im März 2010 wurde er im Tausch gegen Jewgeni Artjuchin an die Anaheim Ducks abgegeben. Im Juli desselben Jahres unterzeichnete Oystrick als Free Agent bei den St. Louis Blues. Nach Ablauf seines Kontrakts bei den Blues einigte sich der Free Agent am 6. Juli 2011 auf einen Kontrakt für ein Jahr bei den Phoenix Coyotes, welche den Verteidiger bei deren AHL-Farmteam, die Portland Pirates, einsetzten.
Im Juni 2012 wurde der Kanadier vom HC Lev Prag aus der Kontinentalen Hockey-Liga (KHL) unter Vertrag genommen und erreichte mit dem HC Lev 2014 das Playoff-Finale. Trotz des Erfolgs kehrte Oystrick zur Saison 2014/15 wieder nach Nordamerika zurück und lief für die Springfield Falcons in der AHL auf. Seine letzte Profisaison verbrachte der Abwehrspieler in der Spielzeit 2015/16 bei den Elmira Jackals aus der ECHL, ehe er seine aktive Karriere Ende Juli 2016 im Alter von 33 Jahren für beendet erklärte. Nachdem er bereits in dieser Saison als spielender Assistenztrainer bei den Jackals verbracht hatte, fungierte er nach seinem Rücktritt in der Saison 2016/17 als Assistenztrainer des Ligakonkurrenten Atlanta Gladiators. Danach trat er nur noch bis 2019 als High-School-Trainer in Erscheinung.

## Erfolge und Auszeichnungen
| - 2004 CCHA Second All-Star Team - 2005 CCHA First All-Star Team - 2005 CCHA Best Defensive Defenseman - 2006 CCHA First All-Star Team - 2006 NCAA West Second All-American Team | - 2007 Teilnahme am AHL All-Star Classic - 2007 AHL All-Rookie Team - 2007 AHL Second All-Star Team - 2008 Calder-Cup-Gewinn mit den Chicago Wolves - 2011 Teilnahme am AHL All-Star Classic |

## Karrierestatistik
(Legende zur Spielerstatistik: Sp oder GP = absolvierte Spiele; T oder G = erzielte Tore; V oder A = erzielte Assists; Pkt oder Pts = erzielte Scorerpunkte; SM oder PIM = erhaltene Strafminuten; +/− = Plus/Minus-Bilanz; PP = erzielte Überzahltore; SH = erzielte Unterzahltore; GW = erzielte Siegtore; 1 Play-downs/Relegation; Kursiv: Statistik nicht vollständig)